# Walls Come Tumbling Down!
Walls Come Tumbling Down! is de negende single van het Britse soul-/jazz-collectief The Style Council. Het is geschreven door zanger/gitarist Paul Weller en werd voorjaar 1985 uitgebracht als tweede single van het album Our Favourite Shop (Amerikaanse titel; Internationalists). Op de B-kant staan The Whole Point II (een nieuwe versie van de gitaarballad The Whole Point Of No Return) en Blood Sports; de 12-inch wordt compleet gemaakt door Spin' Drifting. De single, door sommigen vergeleken met Wellers vorige band The Jam, haalde de zesde plaats in de Britse hitlijst.

## Videoclip
De videoclip van Walls Come Tumbling Down! is opgenomen in Polen waar de Style Council een concert gaf.

## Covers
- Barry Hay, zanger van Golden Earring, nam een cover op voor zijn solo-album The Big Band Theory uit 2008.